# Kiskastély (Zalaszentgrót)
A zalaszentgróti Kiskastély a Zala közelében, a „nagykastélytól”, vagyis a Batthyány-kastélytól keletre található. Egykor intézői lak volt, napjainkban lakások mellett a város helytörténeti gyűjteményének is otthont ad.

## Az épület
Szabadon álló, L alaprajzú, egyemeletes, csonkakontyolt nyeregtetős épület. A déli szárny nyugat felőli harmadik tengelyében nyílik a kosáríves hevederekkel tagolt csehsüvegboltozatos kocsiáthajtó. A keleti szárny udvari homlokzatát a földszinten és az emeleten kosáríves árkádok tagolják. A földszinti teremsor csehsüvegboltozatos. Az épület északi részén falépcső vezet a lakások kialakítása miatt átépített emeletre. A 18. században épült, nagyfelújítást utoljára 1985-ben, míg egy kisebbet 2002-ben végeztek rajta. Műemléki védelem alatt áll.

## A múzeum
Központ a Zala völgyében – Zalaszentgrót címmel 2002-ben nyílt kiállítás az épület három termében, ahol a régészeti, történeti összefoglalók, tárgyi emlékek, fotók és dokumentumok szemléletesen keltik életre a településen zajló eseményeket az őskortól a 20. század közepéig. A gyűjtemény bemutatja a Szentgrót történetében jelentős Türje nemzetség, a Szentgrótiak, Hagymásiak, Batthyányiak, Károlyiak, és az először 1299-ben említett, a török korban jelentős szerepet játszó vár körül kialakuló település lakóinak kapcsolatát, életmódját. A fejlett kisipar emlékeit, vagy a környező dombokon virágzó szőlőkultúrára utaló, már a török korban is megbecsült kádármesterség szerszámait, dokumentumait. A harmadik teremben az iskolai oktatás mellett a város kulturális életét meghatározó, sajátos egyleti élet látható. A reformkor kiemelkedő eseménye volt a kaszinó, majd a Védegylet helyi fiókjának létrehozása 1845. február 9-én, melynek elnöki tisztét Deák Ferenc vállalta. A Kaszinó 1843-ban, a Polgári Önképzőkör 1869-ben alakult. Különösen nagy jelentősége volt a helyi társadalom egészét összefogó, 1883-ban alakult Zalaszentgróti Tűzoltó Egyletnek, így annak részletes történetével, valamint kuriózumnak számító tárgyi emlékeivel különösen részletesen foglalkozik a kiállítás. A gyűjtemény telefonon történő egyeztetés után ingyenesen látogatható.

## Egyéb
A környékén rendezik meg nyaranta a Zalavölgyi Kultúrtivornya rendezvénysorozatot.